# Flugunfall einer Boeing KC-135 auf der Fairchild Air Force Base 1987
Der Flugunfall einer Boeing KC-135 auf der Fairchild Air Force Base 1987 ereignete sich am 13. März 1987. An diesem Tag verloren die Piloten der Boeing KC-135A Stratotanker der United States Air Force (60-0361) die Kontrolle über die Maschine, die daraufhin zu Boden stürzte, woraufhin alle sechs Personen an Bord der Maschine und eine am Boden getötet wurden.

## Flugzeug
Das auf dem Flug eingesetzte Flugzeug war eine 1961 gebaute Boeing KC-135A-BN Stratotanker mit der Werknummer 18136 und der Modellseriennummer T0475. Die Maschine absolvierte ihren Erstflug am 12. Juni 1961 und wurde anschließend neu an die United States Air Force ausgeliefert. Das vierstrahlige militärische Tankflugzeug war mit vier Turbojettriebwerken des Typs Pratt & Whitney J57-P-59W ausgestattet. Bis zum Zeitpunkt des Unfalls hatte die Maschine eine Gesamtbetriebsleistung von 10.956 Betriebsstunden absolviert.

## Besatzung
An Bord der Maschine befanden sich drei Prüfkapitäne – der 42-jährige Oberstleutnant Michael W. Cornett aus Cortez, Colorado, Hauptmann Christopher L. Chapman aus Tacoma, Washington und der 40-jährige Hauptmann Frank B. Johnson aus Spokane, Washington. Niemand am Boden der Luftwaffenbasis wusste, wer das Flugzeug beim Start tatsächlich befehligte. An Bord der KC-135 befanden sich darüber hinaus auch zwei Navigatoren, der 32-jährige Hauptmann James W. Litzinger aus Verona, Pennsylvania und der 24-jährige Oberleutnant Mark L. Meyers aus Fulton, Ohio sowie der 28-jährige Betankungstechniker Rodney Scott Erks aus Lennox, South Dakota.

## Unfallhergang
Mit der Boeing KC-135 Stratotanker 60-0361 sowie einer Boeing B-52 sollten an diesem Tag Flugmanöver für eine bevorstehende, 15-minütige Flugschau am Flugschautag auf der Fairchild Air Force Base eingeübt werden. Die Show sollte das Debüt einer neuen Kunstfliegergruppe namens Thunderhawks sein, welche von General John T. Chain Jr., dem Oberbefehlshaber des Strategic Air Command (SAC), zusammengestellt worden war. Ziel der Flugschau war es, die Fähigkeiten der großen Flugzeuge des SAC durch eine Reihe Aufsehen erregender Manöver zu demonstrieren, zu denen eine Luftbetankung in niedriger Flughöhe, das Fliegen von Kurven mit hohen Rollwinkeln und Vorbeiflüge an der Landebahn gehören sollten. Colonel Thomas J. Harris, Kommandant des 92. Bombardment Wing auf der Fairchild Air Force Base, war im Dezember 1986 mit der Gründung und dem Training der Thunderhawks beauftragt worden.
An dem Tag starteten um 13:20 Uhr die Boeing KC-135 sowie die Boeing B-52 unmittelbar aufeinander folgend von der Startbahn 23 der Fairchild Air Force Base, wobei das Tankflugzeug nach dem Bomber startete. Nach dem Start wurde mit der KC-135 eine steile Linkskurve geflogen, als sich der beabsichtigte Rollwinkel von 45 Grad plötzlich auf fast 90 Grad erhöhte und die beiden linken Triebwerke ausfielen. Der Besatzung gelang es zwar, die Maschine wieder in eine horizontale Fluglage abzufangen, aber die Flughöhe und Fluggeschwindigkeit waren zu gering, um einen Absturz zu verhindern. Die KC-135 ging auf einem Feld nördlich der Startbahn hinter drei großen Hangars zu Boden und verfehlte nur knapp die Büros der Bomber- und Betankungseinheiten der Basis. Das Wrack schlitterte durch einen Sicherheitszaun über eine Zufahrtsstraße und erfasste das Auto des 41-jährigen Senior Master Sergeant Paul W. Hamilton aus Portsmouth, New Hampshire, selbst ein Mitglied der Thunderhawks, welcher an diesem Tag beschlossen hatte, nicht mitzufliegen und in seinem Auto sitzend die Flugmanöver beobachten wollte. Die Maschine schlitterte anschließend weitere 200 Meter weiter, kollidierte mit einem unbemannten Wetterradarturm und ging in Flammen auf. Während des Schlitterns trennten sich das Heckteil, die Tragflächen, Triebwerke sowie Fahrwerke vom Rumpf. Eine Tragfläche, die durch die Kollision mit dem Radarturm abgerissen wurde, landete 50 Meter hinter dem brennenden Wrack.

## Lösch- und Bergungseinsatz
Innerhalb von Minuten war die Flugfeldfeuerwehr der Luftwaffenbasis vor Ort und begann mit der Brandbekämpfung. Der Spokane International Airport, vier Meilen östlich der Basis, entsandte ein Löschfahrzeug, und die Feuerwehr von Spokane schickte einen ganzen Löschtrupp, um bei der Bekämpfung des Brandes zu helfen. Wegen der giftigen Dämpfe und gefährlichen Stichflammen durften Reporter und Fotografen nicht in die Nähe des Absturzorts. Die Feuerwehr brauchte mehr als drei Stunden, um die Flammen zu löschen. Suchtrupps fanden die Leichen von fünf Besatzungsmitgliedern im vorderen Teil des verrußten Rumpfes. Die Leiche des sechsten Besatzungsmitglieds wurde schließlich am späten Freitagabend im  Cockpitwrack gefunden. Die Leiche wurde nicht sofort entdeckt, weil die Bergungsteams darauf achteten, das Cockpit für die Unfallermittler der Air Force zu sichern.

## Ursache
Am Freitag, den 12. Juni 1987, veröffentlichte die Unfalluntersuchungsstelle der USAF einen offiziellen Bericht, in dem festgestellt wurde, dass der Absturz der KC-135, welcher sich kurz nach dem Start ereignete, durch Wirbelschleppen der  vorausfliegenden B-52 verursacht wurde, mit der die Maschine in der Luft Flugmanöver üben sollte. Das Tankflugzeug habe sich hinter der Maschine und in einem geringen Winkel zur Flugbahn des Bombers befunden, sei an dem vorgesehenen Wendepunkt vorbeigeflogen und habe eine 45-Grad-Kurve nach links geflogen, um wieder auf den Kurs zurückzukehren. Als die KC-135 unbeabsichtigt die Wirbelschleppen der B-52 traf, rollte das Flugzeug plötzlich auf fast 90 Grad und flog zu tief und zu langsam, um ein Abfangen zu ermöglichen. Laut Flugplan sollte die KC-135 mit ausgefahrenem Betankungsausleger einen Vorbeiflug in einer Höhe von ca. 500 Fuß ausführen, gefolgt von der B-52 in 200 Fuß Höhe. Während des Demonstrationsfluges sollte das Tankflugzeug nie tiefer als 100 Fuß über der Flugbahn des Bombers fliegen.